# 谷武幸
谷 武幸（たに たけゆき、1944年 - ）は、日本の会計学者。専門は、原価計算・管理会計。神戸大学名誉教授。元桃山学院大学教授。溝口一雄（神戸大学管理会計学・原価計算論講座）門下。元公認会計士試験委員。大阪府出身。

## 経歴
- 1967年3月 神戸大学経営学部卒業。
- 1967年4月 神戸大学大学院経営学研究科修士課程入学。
- 1969年3月　神戸大学大学院経営学研究科修士課程修了。
- 1969年4月　神戸大学大学院経営学研究科博士課程入学。
- 1969年8月 神戸大学大学院経営学研究科博士課程退学。
- 1969年9月 神戸大学経営学部助手、同専任講師、助教授を経て
- 1985年4月　神戸大学経営学部教授。
- 1996年4月　神戸大学経営学部学部長。
- 1999年4月　神戸大学大学院経営学研究科教授。
- 2003年8月　日本原価計算研究学会会長[1]。
- 2006年3月　神戸大学定年退官。同時に名誉教授となる。
- 2006年4月 桃山学院大学経営学部教授（2010年7月まで）。

## 主要著書
- 『事業部業績管理会計の基礎』国元書房、1983年。
- 『事業部業績の測定と管理』税務経理協会、1987年。
- 『現代企業の管理システム』（編著）税務経理協会、1994年。
- 『製品開発のコストマネジメント』（編著）中央経済社、1997年。
- 『アメーバ経営が会社を変える』（共著）ダイヤモンド社、1999年。
- 『競争優位の管理会計』（共編著）中央経済社、2000年。
- 『New Concept 1級工業簿記テキスト』（編著）税務経理協会、2000年。
- 『New Concept 1級工業簿記ワークブック』（編著）税務経理協会、2000年。
- 『成功する管理会計システム』（編著）中央経済社、2004年。
- R. サイモンズ『戦略実現の組織デザイン』（共訳）中央経済社、2008年。
- 『エッセンシャル管理会計』中央経済社、2009年、（第2版）2011年、（第3版）2013年、（第4版）2022年
- 『1からの会計』（共編著）中央経済社、2009年。
- 『業績管理会計』（共編著）中央経済社、2011年。
- 『エッセンシャル原価計算』（共著）中央経済社、2012年。

## 栄典
- 2023年4月 瑞宝中綬章受章[2]